# Omar Daf
Pour les articles homonymes, voir Daf.
Omar Daf, né le 12 février 1977 à Dakar, est un footballeur international sénagalais devenu entraîneur. Il évolue durant l'essentiel de sa carrière au poste d'arrière latéral droit et entraîne actuellement l'Amiens SC.

## Biographie
Il est issu d’une famille de footballeurs Malick Daf est son cousin.

### Carrière en club
Omar Daf quitte le Sénégal à 17 ans et commence sa carrière dans le championnat belge à Westerlo, club de 2e division (1995-1996), puis à Thonon-les-Bains au sein de l'Olympique de Thonon-Chablais en CFA (1996-1997).

#### FC Sochaux (1997-2009)
À 19 ans, il rejoint en 1997 le club du FC Sochaux-Montbéliard en 2e division et reste fidèle à ce club pendant 12 saisons durant lesquelles il disputera 184 rencontres de championnat (117 de Ligue 1 et 67 de Ligue 2).
En 1997, le club alors entraîné par Faruk Hadžibegić termine 3e de 2e division et accède ainsi à la première division. Il dispute son premier match en championnat de France de 1re division lors de la saison 1998-1999 contre le PSG. Le club ayant été relégué en 1999, il remporte le titre de champion de D2 en 2001 avec le FC Sochaux-Montbéliard, alors entraîné par Jean Fernandez. Il évolue aussi en coupe d'Europe, notamment lors des rencontres de la Coupe UEFA 2003-2004 face au Borussia Dortmund ou l'Inter Milan. En 2004, il remporte la Coupe de la Ligue avec le FC Sochaux-Montbéliard de Guy Lacombe.
Entre 2004 et 2008, il est régulièrement handicapé par des blessures persistantes, notamment une périostite en 2004 et des fractures de fatigue aux deux tibias en 2006 et 2007.
Pour sa dernière saison au FC Sochaux-Montbéliard, il joue pratiquement toute la première partie de cette saison 2008-2009 mais ne joue presque plus après février et son expulsion face à Lille.
En fin de contrat à Sochaux à l'été 2009, il n'est pas conservé par Francis Gillot et part alors s'entraîner avec le Dijon FCO.

#### Stade brestois (2009-2012)
Il s'engage le 4 août 2009 pour un an avec le Stade brestois 29 en Ligue 2.
Il réalise une très bonne saison 2009-2010 avec le Stade brestois 29 et participe à la montée du club en Ligue 1 (33 matchs joués). Il est nommé dans l'équipe type de Ligue 2 de l'UNFP. Approché par Saint-Étienne à la fin de la saison, il prolonge alors son contrat avec Brest d'une année, jusqu'en juin 2011, plus une année supplémentaire automatique dans le cas où il disputerait plus de 25 matchs de Ligue 1,.
Il est victime d'une rupture des ligaments croisés antérieurs du genou droit en mai 2011, ce qui le rend indisponible pour une durée de 5 mois.
Il marque son premier but en Ligue 1 le 7 avril 2012, contre le champion de France en titre, Lille.

##### Retour au FC Sochaux (depuis 2012)
À l'été 2012 et à 35 ans, Daf fait son retour à Sochaux. Il signe pour un an et une promesse de reconversion comme éducateur au centre de formation franc-comtois à la fin de sa carrière. « C’est vrai que j’ai passé des diplômes et que je pourrai envisager une reconversion au FCSM. On va voir… » affirme-t-il ainsi au quotidien L'Alsace le 23 mai 2012. Après seulement 4 matchs joués lors de cette saison, il annonce sa retraite le 19 mai 2013.

### Carrière internationale
Sa première sélection date du 1er juin 1999.
Il est quart-de-finaliste de la Coupe du monde 2002 et finaliste de la Coupe d'Afrique des nations 2002 avec le Sénégal. Il prend sa retraite internationale en février 2006, après la CAN 2006 où le Sénégal termine 4e.
En août 2010, il fait son retour en sélection nationale après 4 années d'absence, lors d'un match amical contre le Cap-Vert. Il est ensuite convoqué pour participer aux Qualifications à la Coupe d'Afrique des nations de football 2012 (groupe E).
Malgré une rupture du ligament croisé antérieur du genou droit en mai 2011 qui l'éloigne des terrains en début de saison 2011-2012, il est tout de même sélectionné par Amara Traoré pour la CAN 2012,.

### Carrière d’entraîneur

#### FC Sochaux-Montbéliard
Le 27 septembre 2013, il est nommé entraîneur pour assurer l'intérim à la suite de la démission d'Éric Hély. Il est épaulé par les adjoints Éric Pégorer (entraîneur des gardiens) et Bernard Ginès (préparateur physique). Le FCSM obtient sa première victoire de la saison dès le lendemain en s'imposant 2-0 à domicile contre les avant-derniers, le Valenciennes FC. Le 7 octobre 2013, Hervé Renard étant choisi comme entraîneur, il retrouve son poste d'entraîneur adjoint.
Il assure à nouveau l'intérim le 15 septembre 2015 en compagnie d'Éric Hély à la suite de la mise à l'écart d'Olivier Echouafni.
Puis il entraîne l'équipe réserve de Sochaux de 2016 à 2018.
Le 25 novembre 2018, il est nommé à la tête de Sochaux à la suite du départ de José Manuel Aira. Le 22 janvier 2019, il prolonge son contrat qui le lie au club jusqu'en 2021, soit deux saisons supplémentaires. En mars 2021, alors que sa fin de contrat approche, il se réengage pour deux années plus une en option.
Alors qu'il sort d'une saison aboutie avec une 5e place à la clé, des rumeurs font part de ses envies de départ, créant de vives tensions entre lui et le directeur général, Samuel Laurent.

#### Dijon FCO
Son départ étant devenu inévitable, il signe au Dijon FCO, autre pensionnaire de Ligue 2, jusqu'en 2024.
Le 3 avril 2023, il est démis de ses fonctions d’entraîneur du club bourguignon .

#### Amiens SC
Il signe à l'Amiens SC en juin 2023, où il prend la suite de Philippe Hinschberger.
Pour sa première saison avec Amiens, il emmène le club à la huitième place de la Ligue 2.

## Palmarès
- Finaliste de la Coupe d'Afrique des nations 2002 avec l'équipe du Sénégal
- Quatrième de la Coupe d'Afrique des nations 2006 avec l'équipe du Sénégal
- Champion de France de D2 en 2001 avec le FC Sochaux-Montbéliard
- Vainqueur de la Coupe de la Ligue en 2004 avec le FC Sochaux-Montbéliard
- Vainqueur de la Coupe de France en 2007 avec le FC Sochaux-Montbéliard
- Vice-champion de France de Ligue 2 en 2010 avec le Stade brestois 29

## Statistiques
| Saison      | Club                   | Pays   | Championnat | Championnat | Championnat | Championnat  | Championnat  | Coupe de France | Coupe de France | Coupe de la Ligue | Coupe de la Ligue | Coupe d'Europe | Coupe d'Europe | Coupe d'Europe | Équipe Sénégal | Équipe Sénégal |
| Saison      | Club                   | Pays   | Division    | Matchs      | Buts        | Cartons      | Cartons      | Matchs          | Buts            | Matchs            | Buts              | Type           | Matchs         | Buts           | Matchs         | Buts           |
| ----------- | ---------------------- | ------ | ----------- | ----------- | ----------- | ------------ | ------------ | --------------- | --------------- | ----------------- | ----------------- | -------------- | -------------- | -------------- | -------------- | -------------- |
| Saison      | Club                   | Pays   | Division    | Matchs      | Buts        | Carton jaune | Carton rouge | Matchs          | Buts            | Matchs            | Buts              | Type           | Matchs         | Buts           | Matchs         | Buts           |
| 1997 - 1998 | FC Sochaux-Montbéliard | France | Ligue 2     | 6           | 1           | 1            | 0            | 2               | 0               | 1                 | 0                 | -              | -              | -              | -              | -              |
| 1998 - 1999 | FC Sochaux-Montbéliard | France | Ligue 1     | 12          | 0           | 3            | 0            | 1               | 0               | 3                 | 0                 | -              | -              | -              | -              | -              |
| 1999 - 2000 | FC Sochaux-Montbéliard | France | Ligue 2     | 27          | 0           | 5            | 0            | -               | -               | 1                 | 0                 | -              | -              | -              | 4              | 0              |
| 2000 - 2001 | FC Sochaux-Montbéliard | France | Ligue 2     | 34          | 0           | 8            | 0            | 1               | 0               | 1                 | 0                 | -              | -              | -              | 5              | 0              |
| 2001 - 2002 | FC Sochaux-Montbéliard | France | Ligue 1     | 27          | 0           | 6            | 0            | -               | -               | -                 | -                 | -              | -              | -              | 8              | 0              |
| 2002 - 2003 | FC Sochaux-Montbéliard | France | Ligue 1     | 12          | 0           | 4            | 0            | -               | -               | -                 | -                 | -              | -              | -              | 14             | 0              |
| 2003 - 2004 | FC Sochaux-Montbéliard | France | Ligue 1     | 17          | 0           | 3            | 0            | 1               | 0               | 1                 | 0                 | C3             | 4              | 0              | 3              | 0              |
| 2004 - 2005 | FC Sochaux-Montbéliard | France | Ligue 1     | 18          | 0           | 8            | 1            | 2               | 0               | 1                 | 0                 | C3             | 7              | 0              | 5              | 0              |
| 2005 - 2006 | FC Sochaux-Montbéliard | France | Ligue 1     | 7           | 0           | 3            | 0            | -               | -               | -                 | -                 | -              | -              | -              | 2              | 0              |
| 2006 - 2007 | FC Sochaux-Montbéliard | France | Ligue 1     | 0           | 0           | 0            | 0            | -               | -               | -                 | -                 | -              | -              | -              | 5              | 0              |
| 2007 - 2008 | FC Sochaux-Montbéliard | France | Ligue 1     | 8           | 0           | 3            | 0            | 1               | 0               | 1                 | 0                 | C3             | 1              | 0              | -              | -              |
| 2008 - 2009 | FC Sochaux-Montbéliard | France | Ligue 1     | 16          | 0           | 6            | 1            | -               | -               | -                 | -                 | -              | -              | -              | -              | -              |
| 2009 - 2010 | Stade brestois 29      | France | Ligue 2     | 33          | 0           | 7            | 2            | 2               | 0               | -                 | -                 | -              | -              | -              | -              | -              |
| 2010 - 2011 | Stade brestois 29      | France | Ligue 1     | 28          | 0           | 7            | 0            | 2               | 0               | 1                 | 0                 | -              | -              | -              | 4              | 0              |
| 2011 - 2012 | Stade brestois 29      | France | Ligue 1     | 16          | 1           | 4            | 0            | 1               | 0               | 0                 | 0                 | -              | -              | -              | 3              | 0              |
| 2012 - 2013 | FC Sochaux-Montbéliard | France | Ligue 1     | 2           | 0           | 0            | 0            | 2               | 0               | 0                 | 0                 | -              | -              | -              | 0              | 0              |

Date de mise à jour = 19 mai 2013

## Vie privée
- Il a six frères et une sœur. Ils font partie de l'ethnie des Toucouleurs.[réf. nécessaire]
- Il est marié et père de deux garçons, son épouse, Mélanie, est originaire du Pays de Montbéliard dont fait partie Sochaux et est adjointe à la mairie d'Audincourt[25].